# 13923 Peterhof
13923 Peterhof è un asteroide della fascia principale. Scoperto nel 1985, presenta un'orbita caratterizzata da un semiasse maggiore pari a 2,6676226 UA e da un'eccentricità di 0,2059141, inclinata di 15,45921° rispetto all'eclittica.